# Kwas p-aminobenzoesowy
Kwas p-aminobenzoesowy (łac. Acidum 4-aminobenzoicum; PABA, z ang. p-aminobenzoic acid) – organiczny związek chemiczny z grupy aminokwasów. Do pierścienia benzenowego są przyłączone w pozycji para dwie grupy funkcyjne: karboksylowa i aminowa. Czysty związek ma postać kryształów rozpuszczalnych w wodzie, alkoholu i eterze.
Jest czynnikiem wzrostowym wielu bakterii; występuje w wielu roślinach. Bywa określany jako witamina B10 lub Bx, jednak w rzeczywistości nie jest witaminą. Szkielet kwasu p-aminobenzoesowego jest obecny w kwasie foliowym.
Estry kwasu p-aminobenzoesowego (m.in. nowokaina i benzokaina) stosowane są w lecznictwie jako środki znieczulające. Jego analog sulfonowy, kwas sulfanilowy, stanowi strukturę macierzystą sulfonamidów (o właściwościach antybakteryjnych).